# ارو ایلوواتار
ارو (به انگلیسی: Eru)، خالق یگانه در داستان‌های جان رونالد روئل تالکین است. در آردا او را ایلوواتار (به انگلیسی: Ilúvatar) (به معنی پدر همه) می‌نامیدند. و او نخست آینور (قدیسان) را آفرید، که روح‌های جهان و ثمرهٔ اندیشهٔ وی بودند و به آن‌ها نغمه سرایی را آموخت و از همسرایی آن‌ها جهان آردا به وجود آمد.

## آفرینش‌ها
الف‌ها و انسان‌ها توسط خود ارو، بدون واسطه و دخالت آینور خلق شدند و وی آن‌ها را فرزندان خود می‌نامد. ارو دورف‌ها را به عنوان فرزندخوانده‌های خویش نامید از آن رو که آن‌ها توسط آئوله خلق شده بودند و ایلوواتار به آن‌ها دانایی و عقل و اختیار اعطا کرد چون آئوله این قدرت را نداشت. گیاهان و حیوانات همانند نوعی مدل برداری بود توسط والار ولی این سؤال پیش می‌آید که اگر آن‌ها توسط والار به وجود آمدند (و در موسیقی آینور وجود داشتند) پس حیواناتی همچون هوآن یا عقاب‌های مانوه